# Ривалство између Ане Ивановић и Јелене Јанковић
Српске тенисерке Ана Ивановић и Јелена Јанковић су бивше 1. тенисерке света и састале су се укупно 12 пута. Њихова укупна директна серија је 9–3, у корист Ане Ивановић. Оне су прве играчице које су постигле велике успехе за независну Србију.

## Директне утакмице
| Легенда (2005–2008) | Легенда (2009 – данас) | Ивановић | Јанковић |
| ------------------- | ---------------------- | -------- | -------- |
| Гренд слем          | Гренд слем             | 2        | 0        |
| ВТА Тур Шампионат   | ВТА финала             | 0        | 1        |
| ВТА Тир 1           | ВТА Премијер           | 4        | 1        |
| ВТА Тир 2           | ВТА Премијер 5         | 2        | 1        |
| ВТА Тир 3           | ВТА Премиер            | 1        | 0        |
| Укупно              | Укупно                 | 9        | 3        |

Ивановић–Јанковић (9–3)
| No. | Година | Победник | Резултат      | Ивановић | Јанковић |
| --- | ------ | -------- | ------------- | -------- | -------- |
| 1.  | 2005   | Ивановић | 6–2, 6–1      | 1        | 0        |
| 2.  | 2006   | Јанковић | 6–4, 7–6(8–6) | 1        | 1        |
| –   | 2006   | Ивановић | Предаја       | 1        | 1        |
| 3.  | 2007   | Ивановић | 3–6, 6–4, 6–2 | 2        | 1        |
| 4.  | 2007   | Ивановић | 7–5, 6–3      | 3        | 1        |
| 5.  | 2007   | Ивановић | 4–6, 6–3, 7–5 | 4        | 1        |
| 6.  | 2008   | Ивановић | 7–6(7–3), 6–3 | 5        | 1        |
| 7.  | 2008   | Ивановић | 6–4, 3–6, 6–4 | 6        | 1        |
| 8.  | 2008   | Јанковић | 6–3, 6–4      | 6        | 2        |
| 9.  | 2010   | Јанковић | 4–6, 6–4, 6–1 | 6        | 3        |
| 10. | 2011   | Ивановић | 6–4, 6–2      | 7        | 3        |
| 11. | 2013   | Ивановић | 7–5, 6–3      | 8        | 3        |
| 12. | 2014   | Ивановић | 6–3, 7–5      | 9        | 3        |

## Преглед ривалства
- Тврде подлоге: Ивановић, 5–2
- Земљани терени: Ивановић, 3–1
- Травнати терени: Нема
- Тепих: Ивановић, 1–0
- Грен слем мечеви: Ивановић, 2–0
- Гренд слем финала: нема
- Утакмице првенства на крају године: Јанковић, 1–0
- Финале првенства на крају године: нема
- Утакмице Фед купа: Нема (обе тенисерке представљају Србију)
- Добијени мечеви након спасавања меч лопте: Ивановић, 1–0
- Сва финала: Нема

## Историја утакмица
Ивановићева и Јанковићева су играли 12 пута, а Ивановићева је имала предност од 9 према 3 у победама. Пар је свој први меч одиграо у напуштеном базену који се користи као тениски терен у Београду. Утакмицу је победила 9-годишња Јанковићева, победивши седмогодишњу Ивановићеву резултатом 7–1.  На питање зашто је Ивановићева постала проблем у будућности, Јанковићева је напоменула да муку мучи да чита игру највише због чињенице да Ана воли да игра кратке поене.  Ивановићева води 2–1 на шљаци, 6–2 на тврдој подлози и 1–0 на тепиху.
Ивановићева је 2005. године дебитовала на Гренд слему, а у свом трећем наступу стигла је до свог првог слем четвртфинала. Са друге стране, две године старија Јанковићева је имала мало више искуства у овом тренутку и стигла је до полуфинала Ју Ес Опена 2006. године. Такође, Ивановићева је освојила своју прву титулу, а затим и другу. Јанковићева је прву титулу освојила 2004. године, али 2005. и 2006. није освојила ниједну титулу, иако је играла четири финала. У овом периоду, када су обе тенисерке била звезде у успону, састале су се само два пута. Први меч је био у трећем колу Цириха 2005. године, када је 17-годишња Ивановићева победио Јанковићеву са 6–2, 6–1 за пласман у четвртфинале. Утакмица је завршена за само 51 минут. Али у четвртфиналном окршају Лос Анђелеса 2006. године Јанковићева је била победник са победом у низу, 6–4, 7–6, у борби од сат и 30 минута. Иако би трећу утакмицу требало да одиграју у Монтреалу, само недељу дана касније након Лос Анђелеса, Ивановићева је добила предају од Јанковићеве и потом освојила титулу.
Ове две године биле су најбоље године у њиховим каријерама. Обе играчице су биле на првом месту у 2008. години и такође су имале најбоље резултате на гренд слем турнирима, Ивановићева је освојила трофеј Ролан Гароса, након што је стигла до прва два гренд слем финала претходно, а Јанковићева која је ушла у своје прво гренд слем финале у Њујорку и такође стигла до претходна 3 полуфинала. Дакле, у овом периоду имале су највише сукоба. Укупан број утакмица које су тада одиграле је 6, са три сусрета 2007. и још три 2008. године. Ивановићева је добила првих пет мечева од ових шест, иако су три отишла у трећи сет. Први меч је био у четвртфиналу Токија када је Ивановићева тријумфовала после изгубљеног првог сета, 3–6, 6–4, 6–2. Ивановићева је 2006. године добила само један меч након изгубљеног првог сета, али је сада на тај начин добила два узастопна меча, исто што је урадила и у претходном колу. Јанковићева је пружила велику борбу за разлику од полуфиналног меча против тадашње 1. тенисерке света Марије Шарапове. Следећи меч је био на острву Амелија, поново четвртфинале, када је Ивановићева победила у два сета, 7–5, 6–3. Али овај меч је био само 15 минута краћи од претходног меча у Токију, који је био у три сета. Трајање овог меча говори да је то била велика битка, иако су била два сета. Тада су се по други пут састале у Лос Анђелесу, после прошлогодишњег четвртфиналног окршаја у којем је победила Јанковићева. Ивановићева је победила, али сада у три сета – 4–6, 6–3, 7–5. Ово је био најдужи меч између њих двојице. У мечу који је трајао два и по сата, Ивановићева се опоравила од заостатка у трећем сету од 4-1, сачувавши две меч лопте на путу, да би победила Јанковићеву на путу до титуле.  Био је то њихов последњи меч 2007. године.
Године 2008. њихов први меч је био у полуфиналу Индијан Велса. Ивановићева је наставила да побеђује у својим мечевима, победом у низу, 7–6, 6–3. Најзначајнији меч између њих одиграо се у полуфиналу Отвореног првенства Француске, при чему је победница уверила да ће постати светска број 1, а обе жене су се надметале да освоје своју прву гренд слем титулу. Ивановићева је победила у мечу, опоравивши се од заостатка у финалном сету од 3–1 и такође од 4–3 када је Јанковићева направила брејк, да би победила Јанковића пети пут узастопно, 6–4, 3–6, 6–4.  Ивановићева је тада освојила трофеј Ролан Гароса. Јанковићева је победом на ВТА Тоур шампионату 2008. у Дохи касније те године прекинула низ од 5 пораза против њене земљакиње. 
После успешних година, обе тенисерке су доживеле пад форме. Имале су неке добре резултате, али нису били константни као раније. Ивановићева је испала из првих 20 у 2009. години. Јанковић је био на врху, али не у тако доброј форми као 2008. године. Стигла је до једног полуфинала гренд слема, али била је без победе над врхунским играчима. На осталим гренд слем турнирима њен најбољи резултат је било четврто коло. Дакле, праћени њиховим резултатима, посебно Аниним, дуго нису могле да се састану. Године 2009, овај пар се није сусрео. Међутим, после више од годину дана, поново су се састале у другом колу Мутуа Мадрилена Мадрид Опена 2010. године. Јанковићева је победила други пут узастопно победом у три сета, 4–6, 6–4, 6–1, иако је Ивановићева имала предност у сетовима и брејк у другом сету. Ово је било најниже коло, где су Ивановићева и Јанковићева играле једна против друге. Године 2011. су се састале по други пут у Индијан Велсу и Ивановићева је победила са 6–4, 6–2 и пласирала се у четвртфинале. Ово је била прва победа за Ану у њиховим мечевима од полуфинала Ролан Гароса 2008. године.
Иако се нису среле 2012. године, на почетку 2013. састале су се на Аустралијан опену. Ивановићева је победила резултатом 7–5, 6–3. Нешто касније те године, Јанковићева се изненада вратио међу првих 10, након што је почетком године била рангирана међу првих 20. Ивановићева је имала спорији повратак на врх, али је побољшање у 2014. довело до тога да се врати међу првих 10 по први пут од 2009. године. Ово побољшање обе тенисерке је довело до сусрета у полуфиналу први пут од 2008. године. Било је то 2014. у Штутгарту, када је Ивановићева победила са 6–3, 7–5. Ривалство је окончано 2016. године, након што су обе напустиле листу првих 50 најбољих тенисерки. 

## Однос између тенисерки
Однос између тенисерки је био напет. Обе су у прошлости отворено признале да се баш и не воле и биле су умешане у бројне спорове високог профила на терену и ван њега.
Ивановићеву су критиковале и Јелена Јанковић и њена мајака, након што је Ивановићева одлучила да се повуче из утакмице у плеј-офу Светске групе Фед купа Србије против Словачке, наводећи као разлог њену лошу форму 2010. године,  због чега је Јанковићева била једина играчица високог профила која је играла нерешено. Србија је изгубила 3-2.  Током истог викенда, Ана је фотографисана како испија кафу са својим тадашњим дечком Адамом Скотом у острвском летовалишту Палма на Мајорци. Снежана Јанковић осудила Ану у српској штампи.  
Још једна контроверза високог профила била је након њиховог првог сусрета за две године у другом колу Мутуа Мадрилена Мадрид Опена 2010. године у Мадриду, где је меч био пропраћен инцидентом, који је био виђен на снимку ван терена у коме се Јелена подсмева Анином заштитном знаку после утакмице (слављенички гест који укључује стиснуту песницу).  Јелена је признала да су јој Анине шаке биле "иритантне", али да то није требало да буде увредљиво и да је била у жару тренутка. 
Међутим, после њиховог меча у Индијан Велсу 2011. године, Ана је изјавила да осећа да нема истинских проблема са Јеленом и обе су се сложиле да су оставиле прошлост иза себе , мишљење које је поновила Јанковићева после њиховог меча на Аустралијан опену 2013. године. 

## Временска линија ВТА рангирања на крају године
| Плаиер          | 2001 | 2002 | 2003 | 2004 | 2005 | 2006 | 2007 | 2008 | 2009 | 2010 | 2011 | 2012 | 2013 | 2014 | 2015 | 2016 |
| --------------- | ---- | ---- | ---- | ---- | ---- | ---- | ---- | ---- | ---- | ---- | ---- | ---- | ---- | ---- | ---- | ---- |
| Ана Ивановић    |      |      | 705  | 97   | 16   | 14   | 4    | 5    | 22   | 17   | 22   | 13   | 16   | 5    | 16   | 65   |
| Јелена Јанковић | 361  | 194  | 85   | 28   | 22   | 12   | 3    | 1    | 8    | 8    | 14   | 22   | 8    | 16   | 21   | 55   |